# Gloria/Moonlight Drive
Gloria/Moonlight Drive è un singolo discografico dei Doors pubblicato nel 1983, estratto dall'album Alive She Cried.

## Descrizione
Nel lato A c'è una cover di Gloria scritta da Van Morrison, mentre al lato B Moonlight Drive scritta da Jim Morrison; per la pubblicazione del singolo venne realizzato anche un video musicale del brano Gloria.
Il 45 giri raggiunse la posizione n. 71.

## Tracce
1. Gloria (registrata dal vivo) – 3:11 (Van Morrison)
2. Moonlight Drive (registrata dal vivo) – 5:31 (The Doors)

## Accoglienza
| Anno | Singolo                  | Chart             | Posizione |
| ---- | ------------------------ | ----------------- | --------- |
| 1983 | "Gloria/Moonlight Drive" | Billboard Hot 100 | 71        |